# Ariocarpus kotschoubeyanus
Ariocarpus kotschoubeyanus (лат.) — вид суккулентных растений рода Ариокарпус (Ariocarpus) семейства Кактусовые (Cactaceae), естественно произрастающий на северо-востоке Мексики.

## Название
Родовое латинское название Ariocarpus происходит от греческого aria (возможно, из-за сходства плодов с Sorbus aria) и греческого karpos — «фрукт»; или, возможно, является ошибочным образованием от греческого слова erion — шерсть, так как плоды появляются из мохнатой кроны растений.
Видовой латинский эпитет kotschoubeyanus дан в честь князя Василия Викторовича Кочубея (1812–1850), русского нумизмата и сына министра императорского двора в Санкт-Петербурге князя Виктора Кочубея (1768–1834), который поддерживал экспедиции барона фон Карвинского (Wilhelm Friedrich Karwinsky von Karwin) в Мексику в 1840–1843 годах.

## Описание
Ariocarpus kotschoubeyanus обычно растет одиночно и располагается под поверхностью почвы. Темно-оливково-зеленые побеги, сплюснутые на концах и слегка вогнутые в центре, достигают диаметра от 3 до 7 см. Бородавки расположены спирально, у основания удлиненные, с широкотреугольной формой, сужающейся к кончику. Их длина составляет от 5 до 13 мм, ширина — от 3 до 10 мм. Посередине ареолы проходит шерстистая бороздка, колючки отсутствуют.

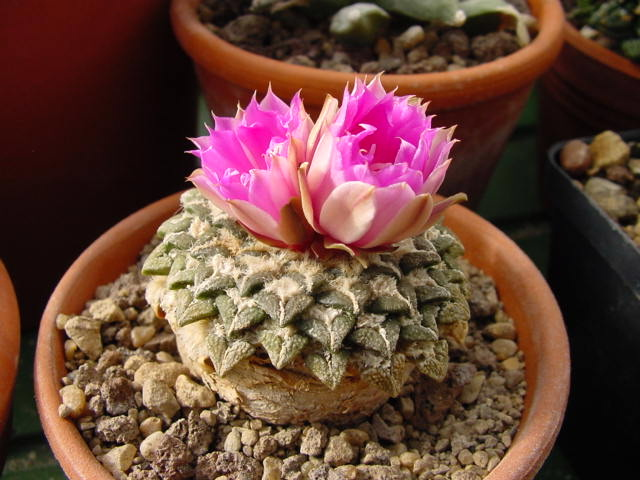
Цветение

Цветки обычно малиново-красные, диаметром от 1,5 до 2,5 см, хотя существует по крайней мере одна популяция с белыми цветками. Чашелистики зеленые или коричневатые, немного мясистые, часто разделены на две колонны. Лепестки ланцетные, заостренные, тупые или окаймленные. Тычинки, столбик и рыльце белые. Удлиненные плоды имеют длину от 8 до 18 мм.

## Таксономия

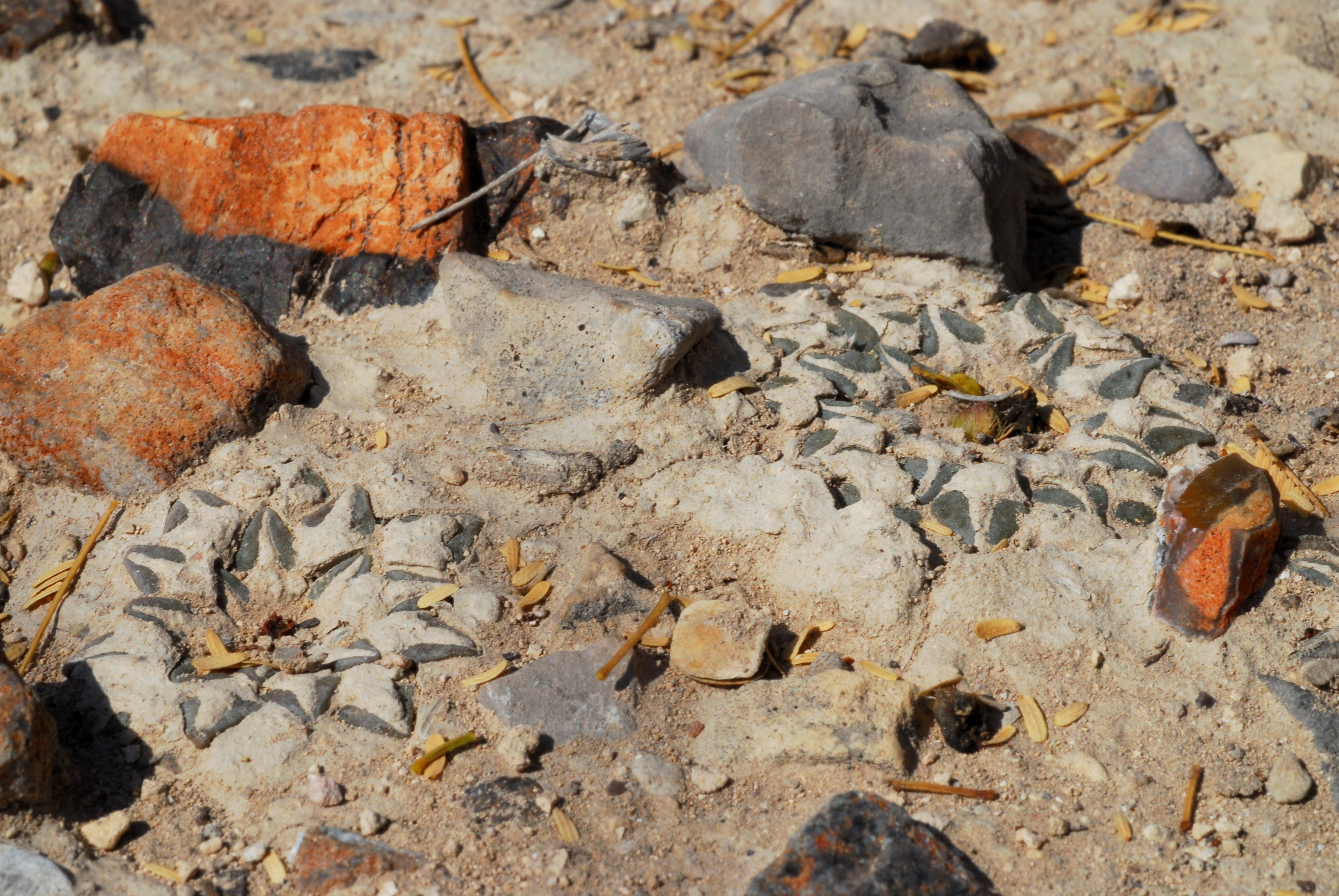
Растения в природе

Ariocarpus kotschoubeyanus (Lem.) K.Schum., первое упоминание в H.G.A.Engler & K.A.E.Prantl, Nat. Pflanzenfam., Nachtr. 1: 259 (1897).

### Синонимы
Гомотипные (основанные на одном и том же номенклатурном типе):
- Anhalonium kotschoubeyanum Lem.
- Roseocactus kotschoubeyanus (Lem.) A.Berger

Гетеротипные (основанные на разных номенклатурных типах):
- Anhalonium fissipedum Monv. ex C.F.Forst.
- Anhalonium kotchubeyi Lem. ex Salm-Dyck
- Anhalonium sulcatum Salm-Dyck
- Ariocarpus kotschoubeyanus subsp. albiflorus (Backeb.) Glass
- Ariocarpus kotschoubeyanus subsp. elephantidens Halda
- Ariocarpus kotschoubeyanus var. elephantidens Skarupke, not validly publ.
- Ariocarpus kotschoubeyanus subsp. neotulensis Halda
- Ariocarpus kotschoubeyanus subsp. skarupkeanus Halda & Horáček
- Ariocarpus kotschoubeyanus subsp. sladkovskyi Halda & Horáček
- Ariocarpus kotschoubeyanus subsp. tulensis Halda
- Ariocarpus rotchubeyanus Cobbold
- Ariocarpus sulcatus (Salm-Dyck) K.Schum.
- Mammillaria sulcata Salm-Dyck, nom. illeg.
- Roseocactus kotschoubeyanus var. albiflorus Backeb.
- Roseocactus kotschoubeyanus subsp. macdowellii Backeb.
- Roseocactus kotschoubeyanus var. macdowellii (Backeb.) Backeb.
- Stromatocactus kotschoubeyi Karw. ex C.F.Först. & Rümpler
- Strombocactus kotschoubeyi Karw. ex C.F.Först. & Rümpler